# RML Group

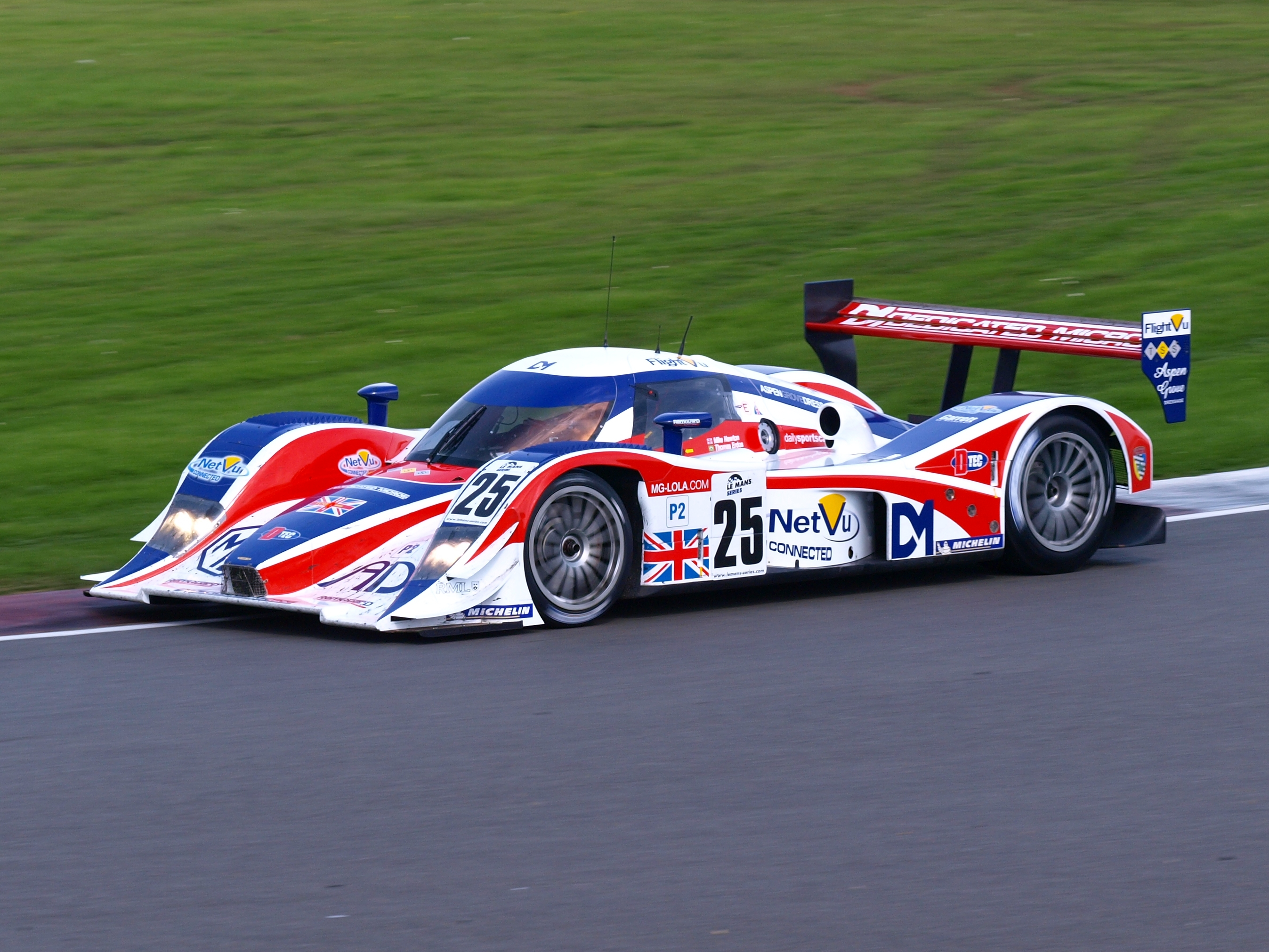
Один из прототипов RML в LMS: MG-Lola EX265C LMP

Ray Mallock Ltd. (также известна как RML Group) — автоспортивная организация и инжиниринговая компания.
Фирма базируется в Нортгемптоншире, Великобритания.

## Автоспортивная история проекта

### Ранние годы
Конструкторская карьера Рэя Мэллока в автоспорте началась в компании его отца — Артура Мэллока, создавшего в то время несколько шасси Mallock U2 для гонок клабмэнов.
Позже Рэй провёл несколько лет в Формуле-3 и гонках спортпрототипов; после чего основал в 1979 году собственную команду — "Ray Mallock Atlantic Racing". В 1984 году фирма была переименована в RML.

### Гонки спортивных машин
Выступая за Viscount Downe Racing Рэй Мэллок помогал дорабатывать их частный Aston Martin-Nimrod под требования Группы С ЧМ в гонках на выносливость в сезонах 1983 и 1984 годов. В 1985 году RML построила прототип для команды Ecurie Ecosse под требования класса C2. Разработеа оказалась весьма удачной — одержав четыре победы в девяти гонках британская команда завоевала командный титул в своей категории.
В 1987-90 годах Мэллок создал и работал над улучшениями прототипа Aston Martin AMR-1 класса C1. После закрытия проекта RML переключилась на сотрудничество с Nissan и подготовила для гонок на выносливость прототип NPTI Nissan R90C (группа C1). В своём дебютном марафоне на трассе Сарте машина продержалась пять часов и побила рекорд круга. Этот проект вскоре был свёрнут.
В 1999 году братья Мэллоки выкатили на гоночные трассы своё новое творение — прототип RML Mallock P20 . Под управлением сына Рэя — Майкла Мэллока — автомобиль выиграл французский чемпионат в классе суперспорт в 1999 и 2000 годах.
C 2000 года на гоночных трассах выступает очередная разработка RML — суперкар Saleen S7 в модификации S7-R. Разработка вновь оказывается весьма удачной, покоряя в 2001 году ELMS в классе GTS и испанский GT чемпионат в абсолютном зачёте в 2002. В 2004 RML заявляет две таких машины в чемпионат FIA GT.
В этом же 2004 году выходит на старт другая разработка компании — ле-мановский прототип MG-Lola EX257. Машина была создана в нелучшее время и вскоре была серьёзно перестроена, дабы подподать под требования нового класса LMP2. Созданное на основе той машины и прототипа Lola B05/40 шасси получило название MG-Lola EX264. Управляя им пилоты RML выиграли 24 часа Ле-Мана в своём классе в 2005 и 2006 годах.
Перед сезоном-2008 автомобиль вновь был доработан, получил новый двигатель XP21 от MG он сменил наименование на EX265. Впрочем уже до конца сезона Мэллок выпустил на трассу абсолютно новый прототип с закрытым кокпитом, базировавшийся на прототипе Lola B08/80. Новый автомобиль сохранил в себе некоторые детали EX265 (в том числе двигатель) и получил наименование EX265C. Дебютной проверкой для машины стала 1000-километровая гонка в Сильверстоуне.
В 2009 году команда решила поэкспериментировать с двигателями и установила на прототип турбированный силовой агрегат Mazda MZR-R. Опыт оказался неудачным — из-за проблем с топливом двигатель постоянно ломался и машина лишь дважды за сезон добралась до финиша.
Перед сезоном-2010 команда вернулась к атмосферным двигателям, купив у Honda Performance Development их двигатель V8. На следующий год сотрудничество стало ещё более тесным — RML получила в пользование прототип HPD ARX-01d LMP2.

### Туринговые соревнования

#### BTCC

##### Vauxhall(1992—1996)
Воспользовавший сотрудничеством с Ecurie Ecosse, RML дебютировала в туринговых соревнованиях. Первые опыты прошли в BTCC в 1992 году. Два года команда работала с двумя полузаводскими Vauxhall Cavalier команды Ecurie Ecosse. Постепенный прогресс RML привёл к тому, что в 1994 году они стали заводской командой марки, а в 1995 году RML делает победный дубль в серии — побеждая в личном и командном зачётах.
Однако после следующего, не слишком результативного, сезона Vauxhall прекращает своё сотрудничество с командой Рэя Мэллока.

##### Nissan(1997—1999)
Новым партнёром RML становится Nissan и их автомобиль Nissan Primera. После обкаточного сезона-1997 уже на следующий год пилот команды энтони Рейд борется за титул чемпиона серии и лишь чуть-чуть уступает, при том что RML побеждает в зачёте команд. На следующий же год у подопечных Мэллока не было конкурентов — Лоран Айелло и Дэвид Лесли уверенно занимают две первые строчки в личном зачёте и приносят RML третий командный титул.

##### SEAT(2004)
После некоторой паузы RML возвращается в BTCC в 2004 году в качестве британского отделения SEAT Sport. Пилоты команды Джейсон Плейто и Роберт Хафф выигрывают несколько гонок и занимают в чемпионате третье и седьмое места на значительном отдалении от лидеров.
По окончании сезона команда была перешла в только что созданный WTCC.

##### Chevrolet(c 2009 года)
RML вернулась в серию в 2009 году, используя Chevrolet Lacetti. Уже в год возвращения один из пилотов команды (Джейсон Плейто) до последних гонок боролся за титул и, в итоге, лишь чуть-чуть уступил будущему чемпиону Колину Тёркингтону.
В 2010-м году, сменив машину на Chevrolet Cruze, RML, усилиями Плейто, завоёвывает свой третий личный титул в BTCC.

#### WTCC

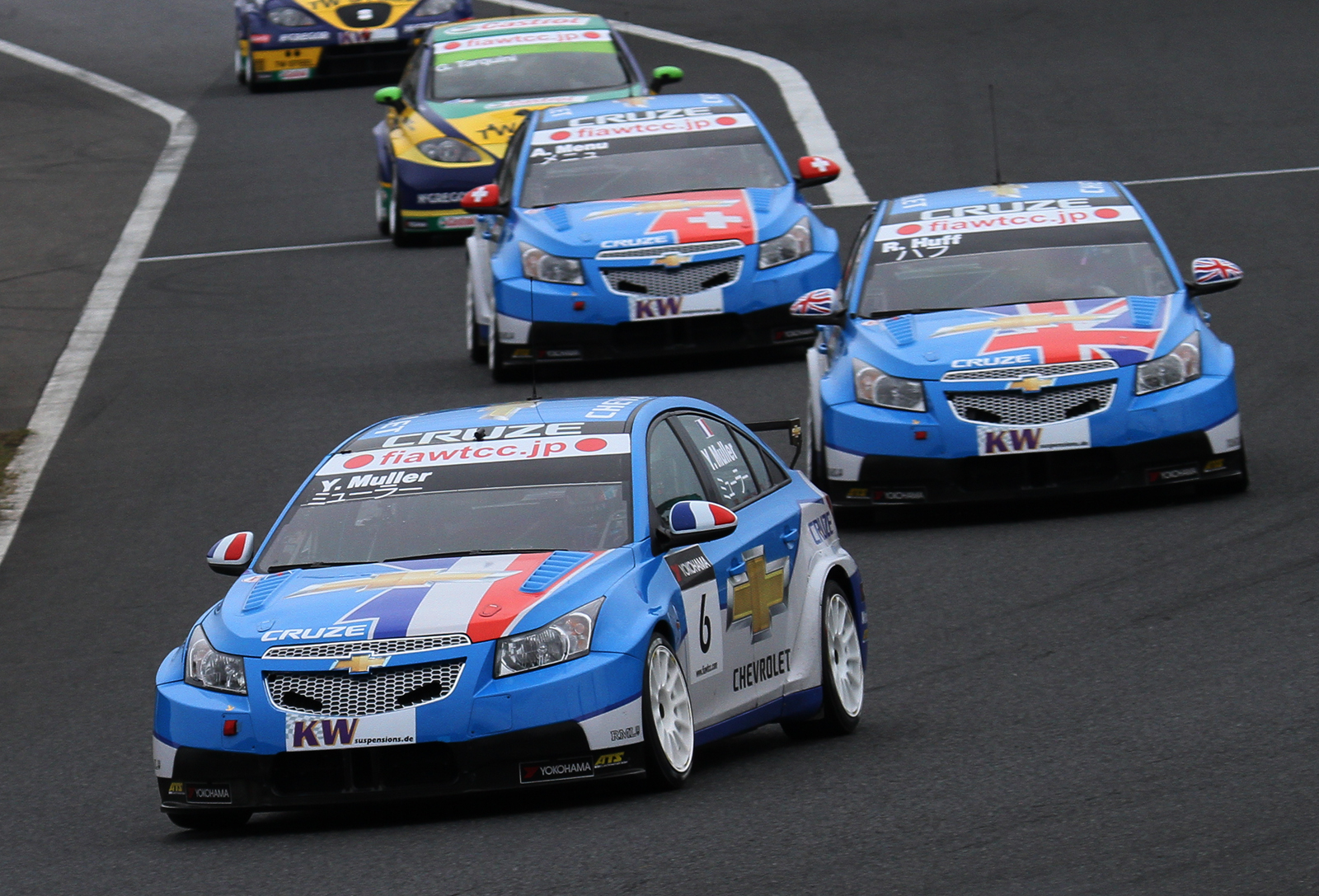
Иван Мюллер завоёвывает свой второй титул чемпиона WTCC за рулём Chevrolet Рэя Мэллока в 2010 году.

##### Chevrolet(с 2005 года)
RML выиграла тендер на право стать заводской командой Chevrolet накануне сезона-2005. Постепенно улучшая тогдашний автомобиль марки — Lacetti — RML год от года улучшала свои итоговые позиции в чемпионате достигнув пикового результата в последний год цикла — Роберт Хафф стал бронзовым призёром сезона-2008, выиграв 2 гонки и лишь очко уступив второму месту.
Сочтя сотрудничество удачным, Chevrolet пролонгировало соглашение с Мэллоком на новый цикл — с 2009 года была запущена программа с моделью Cruze. После предсказуемого небольшого отступления в первый год, команда совершает рывок в 2010-м: новичок команды Иван Мюллер оказывается наголову сильнее всех соперников в плане стабильности и приносит RML первый личный титул в WTCC. Второйпилот команды Роберт Хафф заканчивает чемпионат третьим, лишь по лучшим финишам проиграв Габриэле Тарквини. В зачёте производителей Chevrolet также завоёвывает чемпионское звание..

#### SATCC
При поддержке RML доработан Nissan Sentra SATCC (South African Touring Car Championship).

### Ралли
В 1997 году, после сокращения программы GM Europe в туринговых первенствах, RML продолжила сотрудничество с этой компанией в другой сфере — был разработан кит-кар Opel Astra для участия в классе Ф2 WRC и в ряде национальных первенств стран Европы. В 1999 году RML Astra побеждает в чемпионатах Германии, Норвегии и Швеции.
В конце 2000-го команде Мэллока было доверено построить раллийный автомобиль Opel Corsa под требования нового класса Super 1600. Машина дебютировала на ралли Монте-Карло 2000 года в классе JWRC.

### Формула-1
В ходе тендера FIA на пополнение числа команд в Формуле-1 перед сезоном-2010, RML числилась среди списка потенциальных претендентов. Однако позже было принято решение отказаться от этой затеи в связи с неопределённостью с правилами на будущий сезон. Впрочём, Мэллок не исключает повторения попытки прихода в чемпионат в будущем.

### Прочие серии
В первой половине 2000-х RML готовила сток-кары для британского первенства ASCAR и завоевала на них два титула: в 2002 году с Николя Минасяном и в 2003 году с Беном Коллинзом.
В том же 2002 году RML совместно с Dale Coyne Racing подготовила машину команды Team St. George для британского этапа Champ Car на трассе Rockingham Motor Speedway.

## Конструкторская деятельность
Наработки, полученные при эксплуатации техники различных производителей, позволили компании самостоятельно создавать различные автомобили.
Первые опыты датируются началом 1990-х: сначала инженерами компании была выпущена очень ограниченная партия переработанных Ford GT40, а затем по заказу неназванного японского автопроизводителя RML создала несколько концепт-каров.
В 1999 году под руководством инженеров компании был создан прототип Opel Astra Concept DTM, а также была доработана конструкция автомобиля Saleen S7.
В 2003, сотрудничая с компанией Nissan, компания создает спортпрототип Nissan Micra. В начале на машину был установлем 4-х цилиндровый 2-х литровый мотор используемый ранее в чемпионате BTCC, мощностью 265 л.с. Позднее он был заменен на V-образный шестицилиндровый мотор мощьностью 309 л.с., а модель получила название Micra R. Автомобиль оснащался 6-ступенчатой секвентальной КПП. Автомобиль дебютировал на Женевском автосалоне.